# Comuna Reviga, Ialomița
Reviga este o comună în județul Ialomița, Muntenia, România, formată din satele Crunți, Mircea cel Bătrân, Reviga (reședința) și Rovine.

## Așezare
Comuna se află în partea central-nordică a județului, la limita cu județul Buzău, pe malurile văii Reviga-Fundata. Este traversată de șoseaua județeană DJ102H, care o leagă spre est de Miloșești (unde se termină în DN2C); și spre nord-vest de Cocora, Grindu, apoi mai departe în județul Buzău de Glodeanu-Siliștea, Glodeanu Sărat (unde se intersectează cu DN2), Amaru și apoi în județul Prahova de Mizil (unde se termină în DN1B). Din DJ102H, lângă satul Reviga se ramifică șoseaua județeană DJ306 care duce spre sud la Gheorghe Doja, Andrășești (unde se intersectează cu DN2A) și Albești. Din DJ306 se ramifică în satul Crunți șoseaua județeană DJ306A, care duce spre sud la Ciochina (unde se intersectează cu DN2A).

## Demografie
Componența etnică a comunei Reviga
     Români (92,58%)
     Alte etnii (0,29%)
     Necunoscută (7,12%)
Componența confesională a comunei Reviga
     Ortodocși (92,5%)
     Alte religii (0,13%)
     Necunoscută (7,37%)
Conform recensământului efectuat în 2021, populația comunei Reviga se ridică la 2.373 de locuitori, în scădere față de recensământul anterior din 2011, când fuseseră înregistrați 2.742 de locuitori. Majoritatea locuitorilor sunt români (92,58%), iar pentru 7,12% nu se cunoaște apartenența etnică. Din punct de vedere confesional, majoritatea locuitorilor sunt ortodocși (92,5%), iar pentru 7,37% nu se cunoaște apartenența confesională.

## Politică și administrație
Comuna Reviga este administrată de un primar și un consiliu local compus din 11 consilieri. Primarul, Nițu Barbu[*], de la Partidul Social Democrat, este în funcție din 2016. Începând cu alegerile locale din 2024, consiliul local are următoarea componență pe partide politice:
|  | Partid                    | Consilieri | Componența Consiliului | Componența Consiliului | Componența Consiliului | Componența Consiliului | Componența Consiliului | Componența Consiliului | Componența Consiliului | Componența Consiliului |
|  | ------------------------- | ---------- | ---------------------- | ---------------------- | ---------------------- | ---------------------- | ---------------------- | ---------------------- | ---------------------- | ---------------------- |
|  | Partidul Social Democrat  | 8          |                        |                        |                        |                        |                        |                        |                        |                        |
|  | Partidul Național Liberal | 3          |                        |                        |                        |                        |                        |                        |                        |                        |

## Istorie
La sfârșitul secolului al XIX-lea, comuna făcea parte din plasa Ialomița-Balta și era formată din satul Reviga (după ce satele Cocora și Munteni-Buzău se separaseră recent pentru a forma comuna Cocora) și cătunele (târlele) Ghinica, Tumea și Răchițele, având în total 1255 locuitori. În comună funcționau o biserică și o școală cu 92 de elevi (dintre care 16 fete). La acea vreme, pe teritoriul actual al comunei mai funcționa în aceeași plasă și comuna Crunți, formată doar din satul de reședință cu 1198 de locuitori; aici funcționau o biserică și o școală mixtă cu 50 de elevi.
Anuarul Socec din 1925 consemnează cele două comune în plasa Căzănești a aceluiași județ — comuna Reviga cu 2735 de locuitori în satele Reviga, Reviga Nouă și Rovine (ultimele două recent apărute), și comuna Crunți cu 1150 de locuitori în unicul său sat. În 1931, satul Reviga Nouă a primit numele de Mircea cel Bătrân, în vreme ce satul Rovine s-a separat, formând o comună de sine stătătoare. Separarea a fost însă temporară, satul Rovine revenind la comuna Reviga după al Doilea Război Mondial.
În 1950, comunele au trecut în administrarea raionului Slobozia din regiunea Ialomița și apoi (după 1952) din regiunea București. În 1968, ele au revenit la județul Ialomița, reînființat; comuna Crunți a fost însă desființată, iar satul ei transferat comunei Reviga.

## Monumente istorice
Două obiective din comuna Reviga sunt incluse în lista monumentelor istorice din județul Ialomița ca monumente de interes local, ambele aflându-se în satul Reviga și fiind clasificate ca monumente de arhitectură — un conac datând din 1932 și aflat pe strada Alexandru Ioan Cuza nr. 172, și casa Petru Tudoreci, datând din 1906.